# Rosalind Moss
Rosalind Louisa Beaufort Moss (Shropshire, 21 de setembro de 1890 – 22 de abril de 1990) foi uma egiptóloga e bibliógrafa britânica, conhecida por seu trabalho na Bibliografia Topográfica de Textos Hieroglíficos Egípcios Antigos, Relevos e Pinturas.

## Biografia
Rosalind nasceu na Shrewsbury School, Shropshire, condado da zona oeste da Inglaterra. Ela foi alfabetizada na Heathfield School, Ascot e obteve um diploma em antropologia como estudante na Society of Oxford Home Students, que, mais tarde, se tornou St Anne's College. Ela participou de escavações arqueológicas no sítio paleolítico de La Cotte de St Brelade em Jersey em 1914, dirigido por seu tutor Robert Ranulph Marett. Rosalind recebeu o diploma em antropologia em 1917 e um bacharelado em 1922 por sua tese que foi publicada em 1925 como The Life after Death in Oceania and the Malay Archipelago.
Rosalind começou a estudar egiptologia em 1917, frequentando aulas do professor Francis Griffith, que estava supervisionando a compilação da Bibliografia Topográfica. A senhorita Bertha Porter empreendeu a fase inicial da pesquisa até 1929. Rosalind começou a trabalhar no volume Theban Necropolis em 1924, período durante o qual ela visitou muitos túmulos reais e privados no Egito. O trabalho então começou nos volumes III a VI, que cobriam a área entre Delta e Aswan. Isso incluiu viagens a vários monumentos, como os templos de Com Ombo e Edfu. O volume final 7 sobre a Núbia e outros monumentos além do Egito foi publicado em 1951. Após a morte do professor Griffith em 1934 e sua esposa em 1937, sua biblioteca foi transferida para o recém-fundado Griffith Institute dentro do Museu Ashmolean, em Oxford.
Rosalind continuou a realizar pesquisas no Griffith Institute, tanto em novas publicações quanto em versões atualizadas da Bibliografia Topográfica. Rosalind se aposentou do Instituto Griffith em 1970. Em comemoração ao seu centésimo aniversário, uma coleção de ensaios foi editada por TGH James e Jaromir Malek.

## Prêmios e reconhecimento
Ela foi premiada com um DLitt honoris causa pela Universidade de Oxford em 1961. Ela foi eleita membro da Sociedade de Antiquários em 1949 e membro honorário da faculdade de St Anne, também de Oxford, em 1967. O volume 58 do The Journal of Egyptian Archaeology foi dedicado a Rosalind.

## Obras publicadas
- Moss, R. 1925. The Life after Death in Oceania and the Malay Archipelago. Oxford. (em inglês)
- Moss, R. 1933. An Unpublished Rock-Tomb at Asyûṭ. The Journal of Egyptian Archaeology, 19(1/2), 33-33. (em inglês)
- Moss, R. 1941. Some Rubbings of Egyptian Monuments Made a Hundred Years Ago. The Journal of Egyptian Archaeology 27, 7-11. (em inglês)
- Moss, R. 1949. An Egyptian Statuette in Malta. The Journal of Egyptian Archaeology, 35, 132-134. (em inglês)
- Moss, R. 1950. The Ancient Name of Serra (Sudan). The Journal of Egyptian Archaeology, 36, 41-42. (em inglês)
- Porter, B & Moss, R. 1994 Topographical Bibliography of Ancient Egyptian Hieroglyphic Texts, Reliefs, and Paintings: The Theban Necropolis; Pt. 1. Private Tombs. Oxford: Griffith Institute, Ashmolean Museum. (em inglês)
- Porter, B., Moss, R. L., & Burney, E. W. (1951). Topographical Bibliography of Ancient Egyptian Hieroglyphic Texts, Reliefs and Paintings. VII. Nubia: The Deserts and Outside Egypt. Oxford: Clarendon Press. (em inglês)